# Tropidurus guarani
Tropidurus guarani är en ödleart som beskrevs av  Alvarez CEI och SCOLARO 1994. Tropidurus guarani ingår i släktet Tropidurus och familjen Tropiduridae. Inga underarter finns listade i Catalogue of Life.